# Jacques Cornu
Pour les articles homonymes, voir Cornu.
Jacques Cornu, né le 15 mai 1953 à Aigle, dans le Canton de Vaud en Suisse, est un pilote de vitesse moto suisse. 
Après avoir obtenu plusieurs titres de champion suisse en 250 cm3 (1978), 350 cm3 (1978) et 500 cm3 (1977, 1978), Jacques Cornu commence sa carrière en championnats du monde de vitesse moto au Grand Prix d'Espagne 1980. Elle prendra fin dix ans plus tard au Grand Prix d'Australie 1990.
En parallèle des championnats du monde de vitesse moto, il remporte notamment avec Jean-Claude Chemarin le championnat du monde d'endurance moto en 1982.

## Résultats

### Résultats en championnats du monde de vitesse moto
Système des points entre 1969 et 1987:
| Position | 1  | 2  | 3  | 4 | 5 | 6 | 7 | 8 | 9 | 10 |
| Points   | 15 | 12 | 10 | 8 | 6 | 5 | 4 | 3 | 2 | 1  |

Système des points de 1988 à 1992:
| Position | 1  | 2  | 3  | 4  | 5  | 6  | 7 | 8 | 9 | 10 | 11 | 12 | 13 | 14 | 15 |
| Points   | 20 | 17 | 15 | 13 | 11 | 10 | 9 | 8 | 7 | 6  | 5  | 4  | 3  | 2  | 1  |

| Année | Classe  | Equipe             | 1      | 2      | 3      | 4      | 5      | 6      | 7     | 8      | 9      | 10     | 11     | 12     | 13     | 14    | 15     | Points | Classement | Victoire(s) |
| ----- | ------- | ------------------ | ------ | ------ | ------ | ------ | ------ | ------ | ----- | ------ | ------ | ------ | ------ | ------ | ------ | ----- | ------ | ------ | ---------- | ----------- |
| 1980  | 250 cm3 | Yamaha             | ITA -  | ESP 6  | FRA 6  | YUG 5  | NED -  | BEL 7  | FIN - | GBR -  | CZE -  | GER 5  |        |        |        |       |        | 26     | 8e         | 0           |
| 1980  | 350 cm3 | Motul-Yamaha       | ITA -  |        | FRA 8  |        | NED 6  |        |       | GBR -  | CZE 4  | GER 6  |        |        |        |       |        | 21     | 7e         | 0           |
| 1981  | 350 cm3 | Yamaha             | ARG 9  | AUT 7  | GER -  | ITA -  | YUG 4  | NED -  | GBR - | CZE 5  |        |        |        |        |        |       |        | 20     | 8e         | 0           |
| 1982  | 250 cm3 | Hostettler-Yamaha  |        |        | FRA 5  | ESP -  | ITA 9  | NED -  | BEL - | YUG 6  | GBR -  | SWE 7  | FIN -  | CZE -  | RSM -  | GER - |        | 17     | 17e        | 0           |
| 1982  | 350 cm3 | Hostettler-Yamaha  | ARG 5  | AUT 5  | FRA -  |        | ITA 9  | NED -  |       |        | GBR -  |        | FIN -  | CZE 3  |        | GER - |        | 31     | 7e         | 0           |
| 1983  | 250 cm3 | Hostettler-Yamaha  | RSA 5  | FRA 2  | ITA 5  | GER NC | ESP -  | AUT 9  | YUG - | NED 9  | BEL 7  | GBR -  | SWE 17 |        |        |       |        | 32     | 9e         | 0           |
| 1984  | 250 cm3 | Hostettler-Yamaha  | RSA 16 | ITA 6  | ESP 6  | AUT 8  | GER 8  | FRA NC | YUG 3 | NED 2  | BEL 13 | GBR 9  | SWE 3  | RSM 3  |        |       |        | 60     | 6e         | 0           |
| 1985  | 250 cm3 | Parisienne-Honda   | RSA 10 | ESP 11 | GER 19 | ITA 7  | AUT 13 | YUG 9  | NED 5 | BEL 11 | FRA 7  | GBR 9  | SWE 5  | RSM 16 |        |       |        | 25     | 10e        | 0           |
| 1986  | 250 cm3 | Parisienne-Honda   | ESP 5  | ITA 6  | GER 7  | AUT 13 | YUG 14 | NED 11 | BEL 8 | FRA 3  | GBR NC | SWE 7  | RSM NC |        |        |       |        | 32     | 7e         | 0           |
| 1987  | 250 cm3 | Parisienne-Honda   | JPN NC | ESP 6  | GER 2  | NAT 4  | AUT 6  | YUG 4  | NED 7 | FRA NC | GBR 4  | SWE NC | CZE -  | RSM -  | POR -  | BRA - | ARG -  | 50     | 9e         | 0           |
| 1988  | 250 cm3 | Parisienne-Honda   | JPN 4  | USA 7  | ESP 4  | EXP 3  | ITA 8  | GER 21 | AUT 1 | NED 2  | BEL 2  | YUG 6  | FRA 1  | GBR 7  | SWE NC | CZE 7 | BRA 10 | 166    | 3e         | 2           |
| 1989  | 250 cm3 | Lucky Strike-Honda | JPN 9  | AUS 6  | USA 6  | ESP NC | ITA 3  | GER 5  | AUT 2 | YUG 3  | NED 3  | BEL 1  | FRA 2  | GBR 4  | SWE 3  | CZE 3 | BRA 9  | 187    | 3e         | 1           |
| 1990  | 250 cm3 | Lucky Strike-Honda | JPN 5  | USA -  | ESP -  | NAT -  | GER -  | AUT 7  | YUG 8 | NED NC | BEL 5  | FRA 5  | GBR 6  | SWE 6  | CZE 9  | HUN 7 | AUS NC | 86     | 9e         | 0           |

| Couleur | Résultat                     |
| ------- | ---------------------------- |
| Or      | Vainqueur                    |
| Argent  | 2e place                     |
| Bronze  | 3e place                     |
| Vert    | Terminé, dans les points     |
| Bleu    | Terminé, pas dans les points |
| Violet  | Abandon (Ab.) ou (Ret)       |
| Violet  | Non classé (NC)              |
| Rouge   | Pas qualifié (DNQ)           |
| Noir    | Disqualifié (DSQ)            |
| Blanc   | Pas au départ (DNS)          |
| Blanc   | Forfait (WD)                 |
| Blanc   | N'a pas participé (DNP)      |
| Blanc   | Blessé (INJ)                 |
| Blanc   | Exclu (EX)                   |
| Blanc   | Course annulée (C)           |

## Palmarès
- 3 victoires en Grand Prix sur 116 participations
  - Grand Prix d'Autriche 250 cm3 1988
  - Grand Prix de France 250 cm3 1988
  - Grand Prix de Belgique 250 cm3 1989
- 21 fois sur le podium
- 753 points marqués durant sa carrière
- 3 pole position
- 3 records du tour

## Source
- (en) Cet article est partiellement ou en totalité issu de l’article de Wikipédia en anglais intitulé « Jacques Cornu » (voir la liste des auteurs).